# Marcq-en-Ostrevent
 Marcq-en-Ostrevent  es una población y comuna francesa, en la región de Norte-Paso de Calais, departamento de Norte, en el distrito de Douai y cantón de Arleux.

## Demografía
| 582 | 623 | 582 | 514 | 500 | 531 |
| Para los censos de 1962 a 1999 la población legal corresponde a la población sin duplicidades (Fuente: INSEE [Consultar]) |     |     |     |     |     |